# Mental Theo
Mental Theo, właściwie Theo Nabuurs (ur. 14 lutego 1965 w ’s-Hertogenbosch) – holenderski DJ i producent muzyczny.
Mental Theo zaczął pracować pod koniec lat 80. jako DJ w klubach na Majorce w Hiszpanii.

## Dyskografia

### Albumy
| 1995                           | Charlottenburg - Data wydania: 1995               | 9  | 43 |
| 1996                           | Old School Hardcore - Data wydania: 1996          | 5  | –  |
| 1996                           | On Air - Data wydania: 1996                       | 10 | –  |
| 1998                           | Kiss Your Sweet Ears Goodbye - Data wydania: 1998 | –  | –  |
| 2003                           | Speedcity - Data wydania: 2003                    | 12 | –  |
| 2005                           | Best Of - Thank You Ravers - Data wydania: 2005   | –  | –  |
| 2007                           | Jumpstyle Madness - Data wydania: 2007            | 51 | –  |
| „–” pozycja nie była notowana. |                                                   |    |    |